# M.Shettihalli, Shrirangapattana
M.Shettihalli là một làng thuộc tehsil Shrirangapattana, huyện Mandya, bang Karnataka, Ấn Độ.